# 晏永和
晏永和（1952年8月—），四川双流人。男，汉族。1969年1月参加工作，1978年6月加入中国共产党。四川师范大学物理系函授毕业，大学学历。中华人民共和国政治人物。

## 生平
晏永和于1969年下放双流县白家乡常乐村，成为一名知青，1973年在邛崃师范学校就读，毕业后在双流县万安中学执教，历任学校副教导主任、副校长。1985年步入政坛，开始担任双流县副县长:483，后升任中共双流县党委常委、县委副书记:441。1992年1月，转任中共金堂县党委书记。主政金堂期间，因政績突出，於1995年獲得中共中央組織部表彰為「全國優秀縣委書記」，直到1997年10月离开金堂。
1997年，晏氏离开金堂县，出任成都市人民政府市长助理、中共成都市委常委、市纪委书记、市总工会主席。2001年12月，外放地方，出任中共眉山市党委书记。2003年，转任中共达州市党委书记。
2005年，晏永和回到成都市，出任中共四川省委副秘书长、省委办公厅主任等职。同年12月获任中共四川省委常委，次年1月兼任省委秘书长。2007年1月当选四川省政协副主席。2016年1月，卸任四川省政协副主席。